# Сан-Мартіно-Валле-Каудіна
Сан-Мартіно-Валле-Каудіна (італ. San Martino Valle Caudina) — муніципалітет в Італії, у регіоні Кампанія,  провінція Авелліно.
Сан-Мартіно-Валле-Каудіна розташований на відстані близько 210 км на південний схід від Рима, 45 км на північний схід від Неаполя, 16 км на північний захід від Авелліно.
Населення — 4912 осіб (2014).
Щорічний фестиваль відбувається 11 листопада. Покровитель — святий Мартин Турський.

## Демографія
Населення за роками:

Станом на 1 січня 2023 року в муніципалітеті офіційно проживали 103 іноземці з 28 країн, серед них 41 громадянин країн Євросоюзу та 23 громадяни України.

## Сусідні муніципалітети
- Авелла
- Червінара
- Монтезаркьо
- Паннарано
- Роккабашерана